# Heinz Abosch
Heinz Abosch (* 5. Januar 1918 in Magdeburg; † 1. März 1997 in Düsseldorf) war ein deutsch-jüdischer Schriftsteller und Journalist.

## Leben
Im Jahr 1933 floh Heinz Abosch mit seiner Familie vor den Nationalsozialisten nach Frankreich, wo er ab 1935 Graphik und Malerei an der Kunsthochschule Straßburg studierte. 1936 zog er nach Paris und 1938 nach Saint-Dié-des-Vosges. Er wurde Mitglied der französischen Résistance in Grenoble und Lyon. Abosch wurde 1939 interniert und 1940 zum Arbeitsdienst herangezogen. Seinen Lebensunterhalt verdiente er sich 1941/42 als Bau- und Metallarbeiter. 1944 wurde er von der Gestapo verhaftet und in das von Klaus Barbie geleitete Lyoner Foltergefängnis überstellt. Aus dem Deportationszug, der ihn von dort in ein Konzentrationslager bringen sollte, konnte er fliehen.
Nach dem Krieg war Abosch Pariser Korrespondent für den Neuen Vorwärts, für Die Quelle und andere Gewerkschaftszeitungen. Außerdem schrieb er für deutschsprachige Wochen- und Tageszeitungen wie Die Zeit und die Neue Zürcher Zeitung. Aufsätze von ihm erschienen u. a. in folgenden Zeitschriften: Frankfurter Hefte, Die Stimme der Gemeinde, Blätter für deutsche und internationale Politik, Werkhefte Katholischer Laien, Les Temps Modernes. Seit den 1960er Jahren lebte er als freier Journalist in Düsseldorf.
Abosch wandte sich gegen Antisemitismus, Nationalismus und jede Form von Rückwärtsgewandtheit. Zugleich galt seine Kritik – besonders ausgeprägt in seinen späten Jahren – übersteigerten Utopien (Hegel, die Jakobiner und kommunistische Zukunftsentwürfe). In seinem Buch von 1993 Das Ende der grossen Visionen plädiert er für eine generell skeptische Haltung und fordert, „Bescheidenheit zu lernen“, dem Kampf ums goldene Kalb „Produktion und Konsumtion“ zu entsagen und den „Verzicht auf das Machen und Machbare“ zu üben. Stattdessen ging es ihm um die „Gewinnung des Sinnvollen“. Dies war auch als Resignation eines engagierten Humanisten und Intellektuellen angesichts einer verbreiteten politischen Orientierungslosigkeit zu verstehen. Der letzte Satz in Heinz Aboschs letztem – autobiographischen – Werk mit dem Titel Flucht ohne Heimkehr lautet: „In einer unfriedlichen Welt ist Heimat auch nur eine Abstraktion“.

## Schriften (Auswahl)

### Autorenschaft
- L’Allemagne sans miracle: D’Hitler à Adenauer. Julliard, Paris 1960.
  - The menace of the miracle. Germany from Hitler to Adenauer. Collet, London 1962.
- Vietnam. 1. La guerra sin fin. Editorial ZYX, Madrid 1967.
- mit Ernesto Galli della Loggia und Serena Dinelli: La Germania in movimento. Editori Laterza, Bari 1969.
- Antisemitismus in Russland: Eine Analyse und Dokumentation zum sowjetischen Antisemitismus. Melzer, Darmstadt 1972, ISBN 3-7874-0030-3.
- Trotzki Chronik. Daten zu Leben und Werk. Reihe Hanser, München 1973, ISBN 3-446-11788-1.
- Trotzki und der Bolschewismus. edition etcetera, Basel 1975. Ullstein, Frankfurt am Main 1984, ISBN 3-548-35191-3.
- Jean Jaurès. Die vergebliche Hoffnung. Piper, München 1986, ISBN 3-492-05209-6.
- Trotzki zur Einführung. Junius, Hamburg 1990, ISBN 3-88506-853-2.
- Simone Weil zur Einführung. Junius, Hamburg 1990, ISBN 3-88506-858-3.
- Das Ende der großen Visionen. Plädoyer für eine skeptische Kultur. Junius, Hamburg 1993, ISBN 3-88506-216-X.
- Flucht ohne Heimkehr. Aus dem Leben eines Heimatlosen. Radius, Stuttgart 1997, ISBN 3-87173-113-7.

### Übersetzungen und Herausgaben
- Simone Weil: Unterdrückung und Freiheit. Politische Schriften. Übersetzt und mit einem Vorwort von Heinz Abosch. Rogner & Bernhard, München 1975, ISBN 3-8077-0033-1.
- Simone Weil: Fabriktagebuch und andere Schriften zum Industriesystem. Übersetzt von Heinz Abosch. Suhrkamp, Frankfurt/Main 1978, ISBN 3-518-10940-5.
- als Hrsg.: Der israelisch-arabische Konflikt. Analysen führender arabischer und israelischer Historiker, Religionswissenschaftler, Politiker und Journalisten. Eine Dokumentation. Mit einer Einleitung des Herausgebers und einem Vorort von Jean-Paul Sartre. Melzer, Darmstadt 1969.
- André Gorz: Abschied vom Proletariat: Jenseits des Sozialismus. Aus dem Französischen übersetzt von Heinz Abosch, Europäische Verlagsanstalt, Frankfurt/Main 1980, ISBN 3-434-00437-8.